# Decenvirato
Um decênviro ou decenvirato era uma magistratura sine imperio, na Roma Antiga. As funções desses magistrados eram amplas, podendo estender-se desde atividades de fiscalização, até a edição extraordinária de leis, caso da famosa lei das doze tábuas. Era uma espécie de "estágio" para as magistraturas do cursus honorum.